# N984 (België)
De N984 is een gewestweg in de Belgische provincie Namen. Deze weg verbindt Branchon met Forville.
De totale lengte van de N984 bedraagt ongeveer 7 kilometer.

## Plaatsen langs de N984
- Branchon
- Hemptinne
- Seron
- Forville